# Mộc Xuyên
Mộc Xuyên (chữ Hán giản thể: 沐川县, âm Hán Việt: Mộc Xuyên huyện) là một huyện thuộc địa cấp thị Lạc Sơn, tỉnh Tứ Xuyên, Cộng hòa Nhân dân Trung Hoa. Huyện này có diện tích 1401 km2, dân số năm 2002 là 250.000 người. Huyện Mộc Xuyên được chia thành 7 trấn và 12 hương.
- Trấn: Mộc Khê, Hoàng Đan, Vĩnh Phúc, Đan Bá, Lợi Điếm, Đại Nam, Tiễn Bản.
- Hương: Kiến Hòa, Phú Hòa, Thánh Khố, Dương Thôn, Cao Duẩn, Tỳ Trúc, Phượng Thôn, Tân Phàm, Để Bảo, Vũ Thánh, Hải Vân.